# Vaškivci
Vaškivci (ukrajinsky Вашківці, rusky Завалля – Vaškovcy, rumunsky Vășcăuți) jsou město v Černovické oblasti na Ukrajině. K roku 2007 v něm žilo bezmála šest tisíc obyvatel.

## Poloha
Vaškivci leží na pravém břehu Čeremoš, pravého přítoku Prutu v povodí Dunaje. Jsou vzdáleny přibližně dvaatřicet kilometrů severovýchodně od Vyžnycji, správního střediska rajónu, a přibližně třiatřicet kilometrů západně od Černovic, správního střediska oblasti.

## Dějiny
První zmínka o obci je z třicátých let patnáctého století. Do roku 1774 patřila do Moldavského knížectví. Pak patřila do roku 1918 do Rakouska-Uherska, přičemž od roku 1849 byla součástí Bukovinského vévodství.
V roce 1848 se vaškivští rolníci zúčastnili povstání vedeného Lukjanem Kobylycjou, což přispělo k tomu, že baron Petrino (majitel vesnice) zrušil ve vesnici nevolnictví. Vaškivci bylo jednou z prvních vesnic v Černovické oblasti, kde nevolnictví bylo zrušeno.
Rozvoji obce napomohlo napojení na železnici tratí Zavallja – Vyžnycja v roce 1898.
Po první světové válce se obec stala součástí Rumunského království, ve kterém ležela na hranici s druhou Polskou republikou a patřila do okresu Storojineț.
V průběhu druhé světové války obsadil Vaškivci v červnu 1940 Sovětský svaz v rámci okupace Besarábie a Severní Bukoviny. V letech 1941 až 1944 je opět drželo Rumunsko, ale po druhé světové válce připadly do Ukrajinské sovětské socialistické republiky.
Městem jsou Vaškivci od roku 1940.

### Rodáci
- Joseph von Cavallar (1739-1812), rakouský polní podmaršálek
- Alexander von Petrino (1824-1899), rakousko-uherský politik
- Ivan Mychajlovyč Hnatyšyn (1907–1967), kanadský právník